# Anableps microlepis
Anableps microlepis is een  straalvinnige vissensoort uit de familie van vierogen (Anablepidae). De wetenschappelijke naam van de soort is voor het eerst geldig gepubliceerd in 1844 door Müller & Troschel.